# Pseudochalcothea shelfordi
Pseudochalcothea shelfordi är en skalbaggsart som beskrevs av Oliver Erichson Janson 1912. Pseudochalcothea shelfordi ingår i släktet Pseudochalcothea och familjen Cetoniidae. Inga underarter finns listade i Catalogue of Life.